# Kourguénou
Kourguénou est une localité du département de Tiankoura, dans la province du Bougouriba (région du Sud-Ouest) au Burkina Faso. En 2006, cette localité comptait 585 habitants dont 53.7% de femmes.